# Privesa partita
Privesa partita är en insektsart som först beskrevs av Melichar 1898.  Privesa partita ingår i släktet Privesa och familjen Ricaniidae. Inga underarter finns listade i Catalogue of Life.